# الرمية الكبرى
الرمية الكبرى (باليابانية: おおきく振りかぶって، بالروماجي: Ōkiku Furikabutte) (بالإنجليزية: Big Windup!)‏ هي سلسلة مانغا يابانية من تأليف أسا هيجوتشي، نشرت من قبل كودانشا في مجلة آفترنون منذ عام 2003. أنتجت إلى أنمي تلفزيوني من قبل أيه-1 بكتشرز، عرض الأنمي في 12 أبريل عام 2007 واستمر عرضه حتى 24 يونيو عام 2010، وتكون 40 حلقة + 2 أوفا.

## القصة
تدور أحداث القصة عن في محافظة سايتاما عن فتى اسمه رين ميهاشي هو الرامي السابق في فريق كرة القاعدة في مدرسته المتوسطة، وقد حصل على المنصب فقط لأن
جده كان مالك المدرسة، وقد كرهه زملاؤه لذلك كثيرا، ودائمًا ما كانوا يخسرون مبارياتهم. مهاشي مقتنع تمامًا بأنه لاعب رديء، ويشعر بالذنب لأنه يعتقد أنه مسؤول عن كل الخسائر. يتخرج ميهاشي من المدرسة المتوسطة وقد فدقد احترام لنفسه. لكن في الحقيقة مهاشي هو حقًا رامي مجتهد وماهر، والسبب الرئيسي لخسارة فريقه دائمًا لجميع المباريات هو سوء التعامل بين أفراد الفريق، ولم يحاولوا وضع خطة أو إستراتيجية للفوز على منافسيهم. ينتقل ميهاشي إلى مدرسة نيشيورا الثانوية، وقد خطط تركة كرة القاعدة لأنه يعتقد أنه ليس جيدًا بما يكفي للنجاح فيها، على الرغم من أنه لا يزال يحب اللعبة بشدة.

## الشخصيات

### فريق نيشيورا
رين ميهاشي (باليابانية: 三橋 廉، بالروماجي: Mihashi Ren)
مؤدي الصوت: تسوباسا يوناغا
تاكايا آبي (باليابانية: 阿部 隆也، بالروماجي: Abe Takaya)
مؤدي الصوت: يويتشي ناكامورا
يويتشيرو تاجيما (باليابانية: 田島 悠一郎، بالروماجي: Tajima Yūichirō)
مؤدي الصوت: هيرو شيمونو
أزوسا هاناي (باليابانية: 花井 梓، بالروماجي: Hanai Azusa)
مؤدي الصوت: كيشو تانياما
يوتو ساكايغوتشي (باليابانية: 栄口 勇人، بالروماجي: Sakaeguchi Yūto)
مؤدي الصوت: تشيهيرو سوزوكي
كوسوكي إيزومي (باليابانية: 泉 孝介، بالروماجي: Izumi Kōsuke)
مؤدي الصوت: جون فوكوياما
شوجي سوياما (باليابانية: 巣山 尚治، بالروماجي: Suyama Shōji)
مؤدي الصوت: ماكوتو ياسومورا
فوميكي ميزوتاني (باليابانية: 水谷 文貴، بالروماجي: Mizutani Fumiki)
مؤدي الصوت: كينيتشيرو سومي
كازوتوشي أوكي (باليابانية: 沖 一利، بالروماجي: Oki Kazutoshi)
مؤدي الصوت: يوداي ساتو
شينتارو نيشيهيرو (باليابانية: 西広 辰太郎، بالروماجي: Nishihiro Shintarō)
مؤدي الصوت: ريوهيه كيمورا

### شخصيات أخرى
ماريا موموي (باليابانية: 百枝 まりあ، بالروماجي: Momoe Maria)
مؤدي الصوت: ريسا هاياميزو
تشيو شينوكا (باليابانية: 篠岡 千代، بالروماجي: Shinooka Chiyo)
مؤدية الصوت: ميساتو فوكوين
تسويوشي شيغا (باليابانية: 志賀 剛司، بالروماجي: Shiga Tsuyoshi)
مؤدي الصوت: تاكيهيرو موروزونو
يوشيرو هامادا (باليابانية: 浜田 良郎، بالروماجي: Hamada Yoshirō)
مؤدي الصوت: أتسشي كيسايتشي
كيسوكي أوميهارا (باليابانية: 梅原 圭介، بالروماجي: Umehara Keisuke)
مؤدي الصوت: تاكاشي هيكيتا
ريكي كاجياما (باليابانية: 梶山 力، بالروماجي: Kajiyama Riki)
مؤدي الصوت: شوهي ساكاغوتشي
شوغو كانو (باليابانية: 叶修悟، بالروماجي: Kanoō Shūgo)
مؤدي الصوت: جون أوسوكا
أتسوشي هاتاكي (باليابانية: 畠 篤史، بالروماجي: Hatake Atsushi)
مؤدي الصوت: شينتارو أوهاتا
موتاكي هارونا (باليابانية: 榛名 元希، بالروماجي: Haruna Motoki)
مؤدي الصوت: ماسايا ماتسكازي
روري ميهاشي (باليابانية: 三橋 瑠里، بالروماجي: Mihashi Ruri)
مؤدي الصوت: مارينا إينوي

## وصلات خارجية
- الموقع الرسمي باللغة اليابانية
- الرمية الكبرى على موقع تي بي أس باللغة اليابانية
- الرمية الكبرى على موقع إم بي إس باللغة اليابانية
- الرمية الكبرى على موقع فنميشن
- الرمية الكبرى على موقع ANN manga (الإنجليزية)